# Provincia de Tanganica
Tanganica (en francés: Tanganyika) es una de las veintiséis provincias de la República Democrática del Congo, creada de acuerdo con la Constitución de 2005.

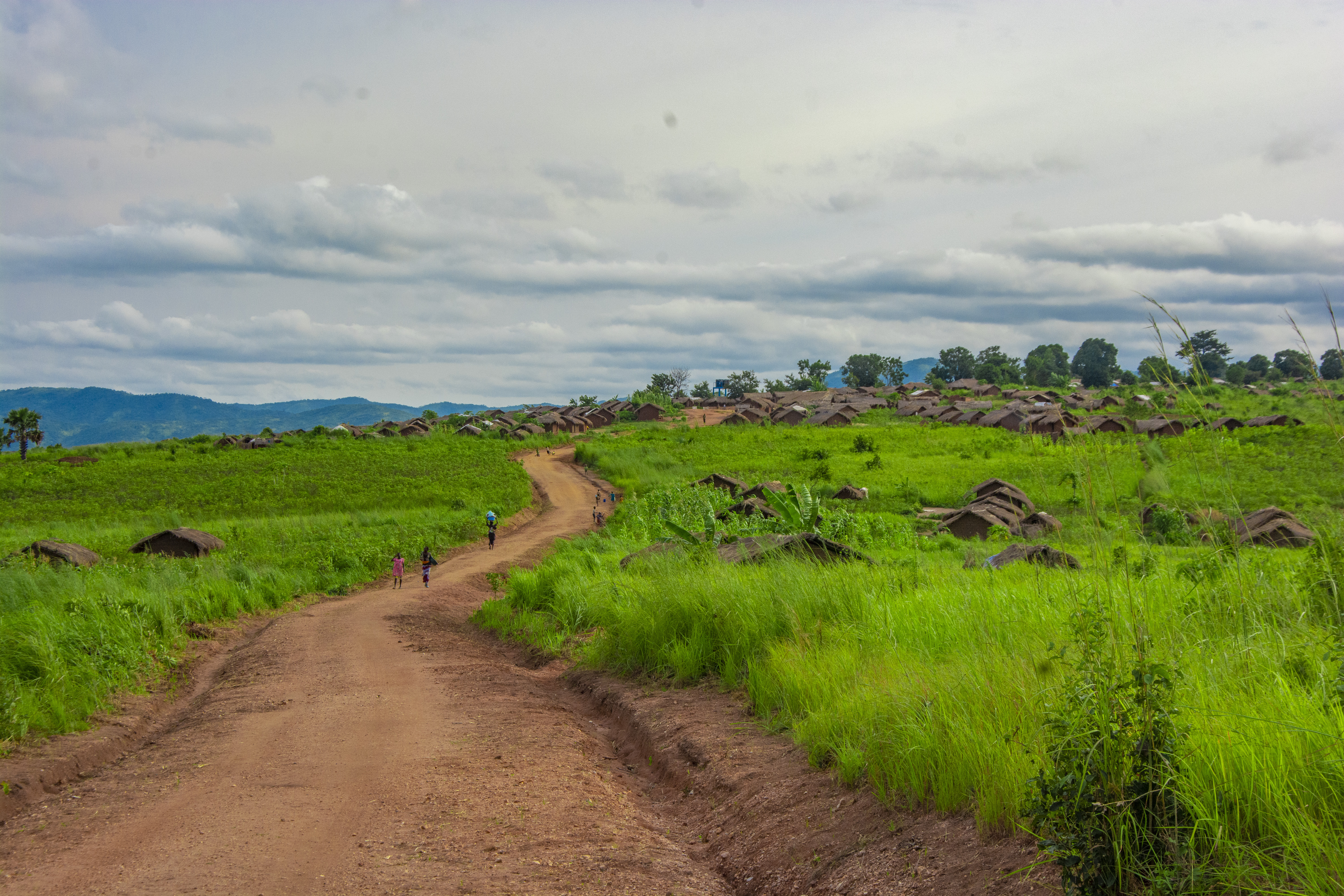
Paisaje en la provincia de Tanganica

Tanganica finalmente se creó en 2015 a partir del distrito homónimo, que anteriormente formaba parte de la extinta provincia de Katanga. Su capital es Kalemie. El territorio de la nueva provincia corresponde a la histórica provincia de Katanga del Norte, que existió en el período postcolonial temprano de la República Democrática del Congo entre 1962 y 1966.

## Historia
La provincia de Tanganica fue escenario de una rebelión del pueblo luba-katanga contra el estado independiente de Katanga. En 1961, fue reconquistado por el estado de Katanga, solo para ser retirado por el gobierno de Kinsasa ese mismo año. Desde el 11 de julio de 1962 hasta el 28 de diciembre de 1966, esta área se conocía como la provincia de Katanga del Norte, pero la administración de la provincia fue asumida en 1966 por el gobierno central, y finalmente se fusionó con la provincia restaurada de Katanga. Durante el gobierno de Mobutu, fue administrado como el distrito de Tanganica. En 2015, Tanganica fue restaurada a un estado provincial completo.
En julio de 2006, durante la segunda guerra del Congo, la provincia de Katanga se dividió luchando entre la facción Goma (RCD-G) de la Agrupación Congoleña para la Democracia, apoyada por Ruanda, y la facción del ex gobierno, apoyada por las tropas locales Mai-Mai. Si bien el RCD-G y algunas milicias Mai-Mai han sido incluidas en el ejército congoleño (FARDC), muchos de estos elementos permanecen fuera del control del gobierno. Según las fuerzas de la ONU (MONUC) en Kalemie, se estima que entre 5.000 y 6.000 milicias Mai-Mai todavía estaban activas en la región de Tanganica y tienen fortalezas alrededor de Nyunzu-Kabalo-Kongolo y el llamado "triángulo de la muerte" de Manono-Mitwaba-Pweto. Los funcionarios de la MONUC dijeron en ese momento que la mayoría de estos Mai-Mai forman unidades pequeñas, no estructuradas, sin cadena de mando y se han convertido en bandidos comunes.

## Administración
Los territorios son:
- Kabalo
- Kalemie
- Kongolo
- Manono
- Moba
- Nyunzu